# 장다운
장다운(1988년 7월 9일~)은 대한민국의 희극 배우이며, 현재는 개그맨 한으뜸과 유튜브 채널 흔한남매를 운영 중이다. 예전에는 웃찾사에서 활동했었지만, 현재는 유튜브 활동으로 큰 인기를 얻고 있다.
개그맨 한으뜸을 웃찾사에서 처음 만난 것으로 알려져 있다. 2021년 유튜브를 통해 한으뜸과의 결혼 소식을 알렸다.

## 출연작

### 방송
- 웃찾사 (SBS)
  - 굿닥터 (2013. 10. 11 ~ 2014. 05. 16)
  - 마이베이비 (2014. 03. 07)
  - 뿌리 없는 나무 (2014. 09. 12 ~ 2015. 12. 06)
  - 만만이형 (2015. 06. 21)
  - 흔한남매

### 유튜브
- 흔한남매 (2015. 11. 29~ 현재)
- 흔한일상 (2019. 05. 29~ 현재)

## 학력
- 조선대학교 여자고등학교
- 백제예술대학교 방송연예학과

## 같이 보기
- 흔한남매
- 한으뜸
- 웃찾사
- 유튜브
- 흔한일상
- 장진주 매니저
- 한겨레 매니저
- 한가온(아들)

1. ↑  매니저로 활동중